# Deken Roesstraat
De Deken Roesstraat is een straat van de Nederlandse stad Utrecht in de wijk Buiten Wittevrouwen. Deze circa 100 meter lange vrij smalle straat loopt vanaf de Sweelinckstraat tot de Adriaanstraat. De Sweelinckstraat die van de Biltstraat komt gaat over in de Deken Roesstraat maar zwenkt ook rechtsaf en vormt zo een Y met de Deken Roesstraat. De Deken Roesstraat heeft geen zijstraten. De straat is vernoemd naar monseigneur Th. S. Roes deken van Utrecht.

## Geschiedenis
In de Deken Roesstraat 6 hoek Adriaanstraat bevond zich vroeger de voormalige R.K. Parochiale school voor jongens die verbonden was aan de Onze-Lieve-Vrouw-ten-Hemelopnemingkerk aan de Biltstraat 123. In de Deken Roesstraat 13 tegenover de school zat ook een voormalig klooster en dateert uit 1901. Dat klooster was van de franciscanen die dat in 1973 gekocht hadden van de zusters van "O.L. Vrouw van Amersfoort". De franciscanen besloten echter in 2018 om Utrecht te gaan verlaten om in ’s-Hertogenbosch te gaan wonen, waar zij een klooster hebben gekocht van de minderbroeders kapucijnen. Projectenontwikkelaar "SOM" heeft het klooster gekocht en wil er vijftien appartementen in realiseren.
Deken Roesstraat ·
Gasthuisstraat ·
Kruisstraat ·
Maliebaan ·
Monseigneur van de Weteringstraat ·
Nachtegaalstraat ·
Oorsprongpark